# Exposiciones Itinerantes del Museo Valenciano de Etnología
Las Exposiciones Itinerantes del Museo Valenciano de Etnología (que se crea en 1982, abriendo sus puertas, con la primera muestra permanente en 1983) son fruto del objetivo del museo de difundir el patrimonio etnológico valenciano.

## Historia
Uno de los planteamientos del Museo Valenciano de Etnología es el conseguir llevar los contenidos y experiencias del museo más allá de su espacio físico, acercar la cultura popular al pueblo, dando una proyección exterior a los fondos del museo y ayudando a rentabilizar socialmente estos fondos.
La idea de llevar a cabo exposiciones itenerantes surge de la experiencia que realizó el museo con una serie de muestras etnográficas en diferentes municipios de la provincia de Valencia a lo largo del año 1998.
Estas muestras tenían unas ideas fuerza:
- La participación de la comunidad. Con las exposiciones itinerantes el museo trata de aporta sus fondos etnográficos (además del guion, el diseño y el asesoramiento organizativo necesario) a otras organización sociales que implican en la organización práctica del evento, el aprovechamiento comunicativo de la exposición, el seguro de las piezas y materiales prestados, así como responsabilizarse de la guardia y custodia de los objetos y materiales expuestos.
- La plasticidad de las formas y los temas. Estas características son imprescindibles para poder llevar a cabo una exposición que debe saber adaptarse a diferentes espacios físicos, y que además tienen que trasladar, montar y desmontar con una cierta frecuencia.
- La reciclabilidad de las experiencias y materiales elaborados. Con esta idea fuerza lo que se trata es de rentabilizar los esfuerzos, tanto creativos, culturales, como económicos que suponen llevará a cabo una exposición temporal a un museo.

De este modo, a lo largo de más de veinte años, se han producido más de treinta exposiciones itinerantes, que han sido prestadas casi todos los municipios de la provincia de Valencia y en muchos otros de la propia Comunidad Valenciana, incluso a municipios de otras comunidades autónomas.

## Objetivos
Los objetivos principales de estas exposiciones, que son, en algunos casos, versiones adaptadas de las temporales del museo, dedicadas a temas como el mundo de la pelota valenciana, o como "Pasen y vean" o "Pueblos abandonados, pueblos en la memoria "; son difundir los trabajos de investigación y los fondos del museo, llevar los contenidos museísticos adaptados a personas que no podemos visitarlo, fomentar la participación del museo con otras organizaciones sociales y culturales, realizar una sensibilización de la importancia de preservar y recuperar el patrimonio etnológico valenciano, ayudar a incrementar la curiosidad por la etnografía y con ello aumentar las visitas al museo.
En último término, la finalidad de las mismas es llevar contenidos relacionados con el propio museo a entidades locales y centros docentes.
Estas exposiciones reúnen ciertas características, por un lado son versiones reducidas, en comparación con exposiciones permanentes o temporales; por otro, tienen capacidad de viajar, es decir, están diseñadas para poder ser trasladadas de un lugar a otro sin mucha complicación, ni requerimientos expositivos, salvo un espacio mínimo y unas condiciones de seguridad que se exigen antes de realizar la cesión de las mismas.
Están pensadas para cuatro tipos de circuitos: provincial, autonómico, nacional e internacional.

## Maletas Didácticas
Además la Unidad de Exposiciones Itinerantes, el Museo cuenta también con una propuesta educativa a través de las Maletas Didácticas, especialmente diseñadas para ser utilizadas en los centros educativos.
El Museo Valenciano de Etnología inició el uso de Maletas Didácticas en 1997. Con ellas se quiere responder a la demanda de los centros educativos, y de ciertas instituciones locales, para poder disponer del material didáctico de los museos más tiempo y dentro de un horario diferente al escolar.
Las Maletas Didácticas son materiales pedagógicos prestados a los centros educativos, que sirven para que se realicen propuestas relacionadas con la visita de un museo, bien como complemento o como sustituto de la misma. Así, se consigue convertir el aula en un espacio que viaja, metafóricamente, al museo.
Así, las Maletas se presentan como unidades portátiles de carácter monográfico, que se utilizan para desarrollar una labor educativa de los museos, fuera de los museos. Están preparadas para ser manipuladas por parte de los usuarios, para estimular la actividad tanto individual como colectiva.
Los objetivos de estas maletas son:
- Por un lado difundir los trabajos de investigación y los fondos del museo.[2]
- De otro, llevar a cabo actividades educativas fuera del propio espacio museístico, fomentando de esta manera la participación y la relación del museo en los centros educativos y en las instituciones locales, favoreciendo así, el interés por el museo y las visitas al mismo.[2]

Entre 1997 y el año 2011, el Museo Valenciano de Etnología ha realizado tres maletas didácticas:
- Agua, tierra y fuego: la alfarería. Se trata de una maleta de tipo manpulatiu que da a conocer el trabajo del alfarero de una manera lúdica y fomentando la participación. Con ella se pretende dar una idea clara de los objetos de barro, sus usos y utilidades, y de la evolución de los objetos cerámicos a lo largo de la historia.[2]
- El huerto de la naturaleza: uso tradicional de las plantas. Esta maleta consta, por un lado, de una parte expositiva que trata de introducir a los participantes en el mundo de la etnobotánica, así como en el uso medicinal de ciertas plantas; por otra parte lleva un sistema mutlimedia interactivo, así como una ludoteca que consta de cuatro juegos diferentes y cuatro unidades para sacar partido educativo a los juegos. También presenta un taller para preparar remedios sencillos y poder crear un herbario por parte de los participantes.[2]
- Nosotros los dioses. Esta maelta didáctica creada por el Museo Valenciano de Etnología (2003-2004), fue traspasada al Museo de Prehistoria de Valencia, junto la división de la Unidad de Difusión, Didáctica y Exposiciones.[2]

## Lista de muestras etnográficas y exposiciones itinerantes
| Título                                                                | Tipo                  | Año                               | Imagen |
| --------------------------------------------------------------------- | --------------------- | --------------------------------- | ------ |
| El cicle del cereal: del gra al pà.                                   | Muestra etnográfica   | diciembre de 1986 - junio de 1993 |        |
| Dos oficis d'antany: fusteria i ferreteria.                           | Muestra etnográfica   |                                   |        |
| Objectes viscuts, objectes per a recordar.                            | Muestra etnográfica   |                                   |        |
| Col·leccions del Museu d'Etnologia de València.                       | Muestra etnográfica   |                                   |        |
| Objectes de la cuina rural.                                           | Muestra etnográfica   |                                   |        |
| Màquines d'altres temps.                                              | Muestra etnográfica   |                                   |        |
| El món escolar.                                                       | Muestra etnográfica   | 1998                              |        |
| El Museu d'Etnologia de Louisiana.                                    | Muestra etnográfica   |                                   |        |
| Objectes viscuts objectes per a recordar.                             | Exposición itinerante |                                   |        |
| L'Arqueologia, el rescat del passat.                                  | Exposición itinerante |                                   |        |
| Sons de València i el món.                                            | Exposición itinerante |                                   |        |
| El mundo de Ana Frank.                                                | Exposición itinerante |                                   |        |
| Pumby: la fantasía infinita.                                          | Exposición itinerante |                                   |        |
| El món escolar.                                                       | Exposición itinerante |                                   |        |
| Boomerang Echos of Australia.                                         | Exposición itinerante |                                   |        |
| La cara dels altres.                                                  | Exposición itinerante | desde 2012                        |        |
| Toca madera.                                                          | Exposición itinerante |                                   |        |
| Fotografies de boda: testimoni públic d'una història íntima.          | Exposición itinerante |                                   |        |
| Ventalls.                                                             | Exposición itinerante |                                   |        |
| El Marroc en el record.                                               | Exposición itinerante |                                   |        |
| Les rutes del Cid.                                                    | Exposición itinerante |                                   |        |
| El granerer.                                                          | Exposición itinerante |                                   |        |
| La infància de l'endret i del revés.                                  | Exposición itinerante |                                   |        |
| Imatges de l'interior: fotografía australiana de frontera. 1890-1940. | Exposición itinerante |                                   |        |
| Solidària.                                                            | Exposición itinerante |                                   |        |
| Xiquets i xiquetes del món, xiquets i xiquetes i el seu món.          | Exposición itinerante |                                   |        |
| El comerç del fred.                                                   | Exposición itinerante |                                   |        |
| Una finestra al món.                                                  | Exposición itinerante |                                   |        |
| Les dones en la Prehistòria.                                          | Exposición itinerante |                                   |        |
| Pasen y vean.                                                         | Exposición itinerante | Desde 2006                        |        |
| Pobles abandonats. Pobles en la memòria.                              | Exposición itinerante |                                   |        |
| Festes Valencianes: Tradició i Cultura.                               | Exposición itinerante |                                   |        |
| Comarques en blanc i negre.                                           | Exposición itinerante | Desde 2011                        |        |
| La Setmana Santa Marinera. Creences vora la mar.                      | Exposición itinerante | Desde 2012                        |        |
| La València oblidada, fotografies de Joaquín Collado                  | Exposición itinerante | desde 2020                        |        |
| Rituals de festa i foc. Fotografíes de D. Cantillo                    | Exposición itinerante | desde 2020                        |        |
| Prietas las filas                                                     | Exposición itinerante | desde 2022                        |        |
| Crònica de la Gran Guerra                                             | Exposición itinerante |                                   |        |
| El país que va fascinar Jean Dieuzaide                                | Exposición itinerante |                                   |        |
| València en blanc i negre III. El Cabanyal                            | Exposición itinerante |                                   |        |
| Sostenibilitat. Museus Km 0                                           | Exposición itinerante |                                   |        |
| Jarque, la càmera i la vida                                           | Exposición itinerante |                                   |        |
| Fadrines                                                              | Exposición itinerante |                                   |        |
|                                                                       |                       |                                   |        |
|                                                                       |                       |                                   |        |
|                                                                       |                       |                                   |        |